# Björn Rosenström
Björn Rosenström (né le 8 août 1970 à Tynnered (Göteborg)) est un chanteur suédois.

## Biographie
Rosenström est né à Tynnered, Göteborg, où il a également grandi. Il a étudié le droit à l'École d'économie de Göteborg de 1991 à 1996. À la fin des années 1990, il a changé de carrière et est devenu artiste.

## Discographie
- Låtar som är sådär (1996)
- Någorlunda hyggliga låtar (2000)
- Glove Sex Guy (2001)
- Var får jag allt ifrån? - En så kallad samling (2003)
- Pop på Svenska (2004)
- Syster Gunbritts hemlighet (2006)
- Ett jubileum som är sådär (2007)
- Swingersklubb in the Radhuslänga (2010)
- Olämpliga låtar (2012)
- Tuff pipa (2015)